# Розе (Козенца)
Розе (итал. Rose) је насеље у Италији у округу Козенца, региону Калабрија.
Према процени из 2011. у насељу је живело 1235 становника. Насеље се налази на надморској висини од 444 м.

## Становништво
| 1931. | 1936. | 1951. | 1961. | 1971. | 1981. | 1991. | 2001. |
| ----- | ----- | ----- | ----- | ----- | ----- | ----- | ----- |
| 3.686 | 4.248 | 4.795 | 4.698 | 4.488 | 4.577 | 4.105 | 4.413 |